# Jean-Marc Degraeve
Jean-Marc Degraeve (Tourcoing, 26 de gener de 1971) és un jugador d'escacs francès que té el títol de Gran Mestre des de 1998.
A la llista d'Elo de la FIDE de l'abril de 2023, hi tenia un Elo de 2469 punts, cosa que en feia el jugador número 33 (en actiu) de França. El seu màxim Elo va ser de 2602 punts, a la llista de juliol de 2001 (posició 94 al rànquing mundial).

## Resultats destacat en competició
El 1987 es va proclamar campió de França juvenil. Ha estat dos cops tercer al Campionat de França, els anys 2000 i 2001, i un cop subcampió de França, el 2013 a Nancy, quan fou derrotat al play-off de desempat pel títol per Hicham Hamdouchi. El 2017 es proclamà campió de l'obert d'escacs de Cappelle-la-Grande, amb 8/9 punts.

### Participació en competicions per equips
Degraeve ha participat, representant França, en nombroses competicions per equips. Va participar en l'Olimpíada d'Istanbul el 2000 (3r tauler), a Bled el 2002 (4t tauler) i a Calvià (1r tauler suplent, medalla de bronze individual).